# 公館 (臺北市)
25°00′58″N 121°31′57″E / 25.01600°N 121.5325°E

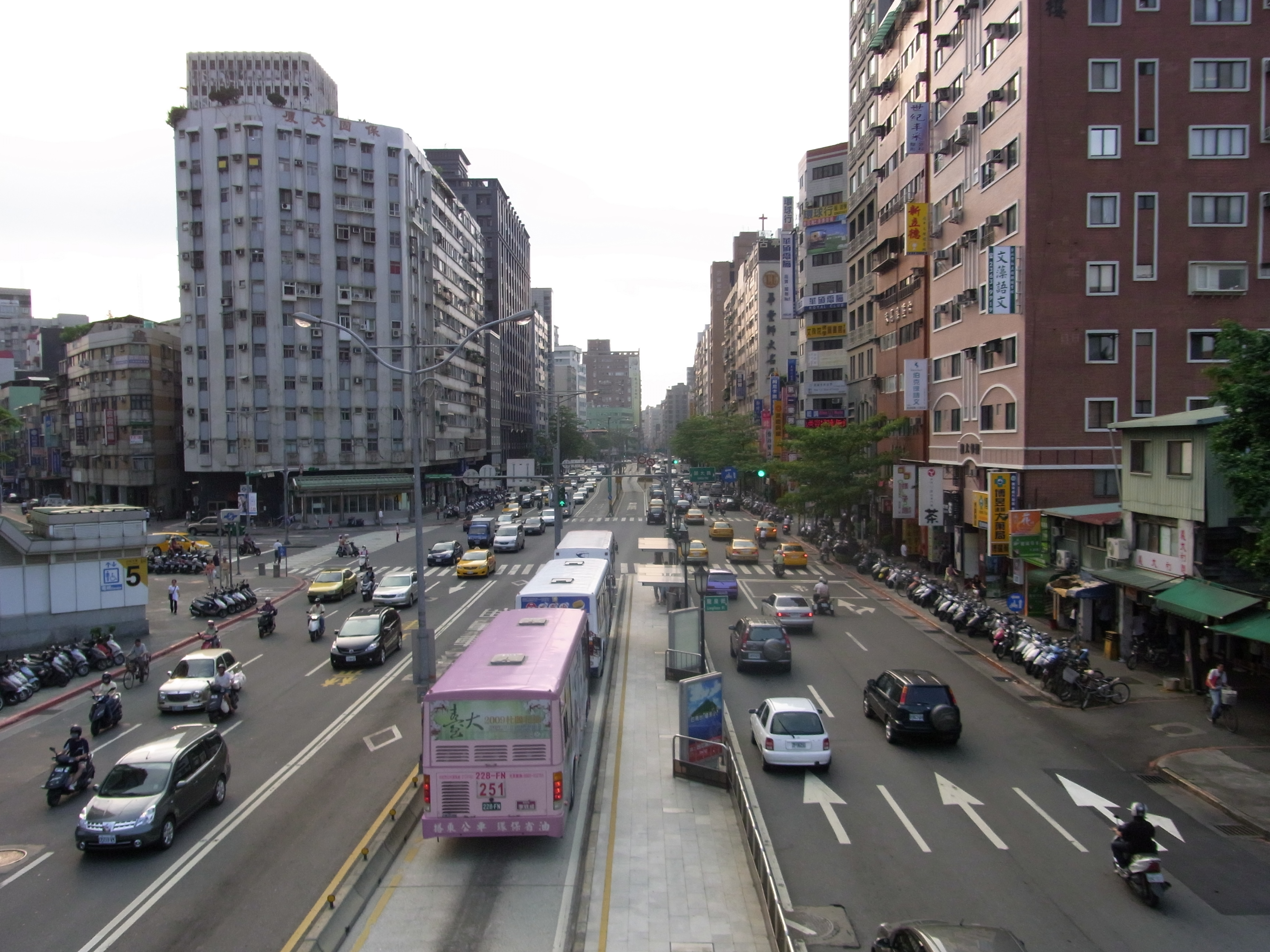
羅斯福路四段

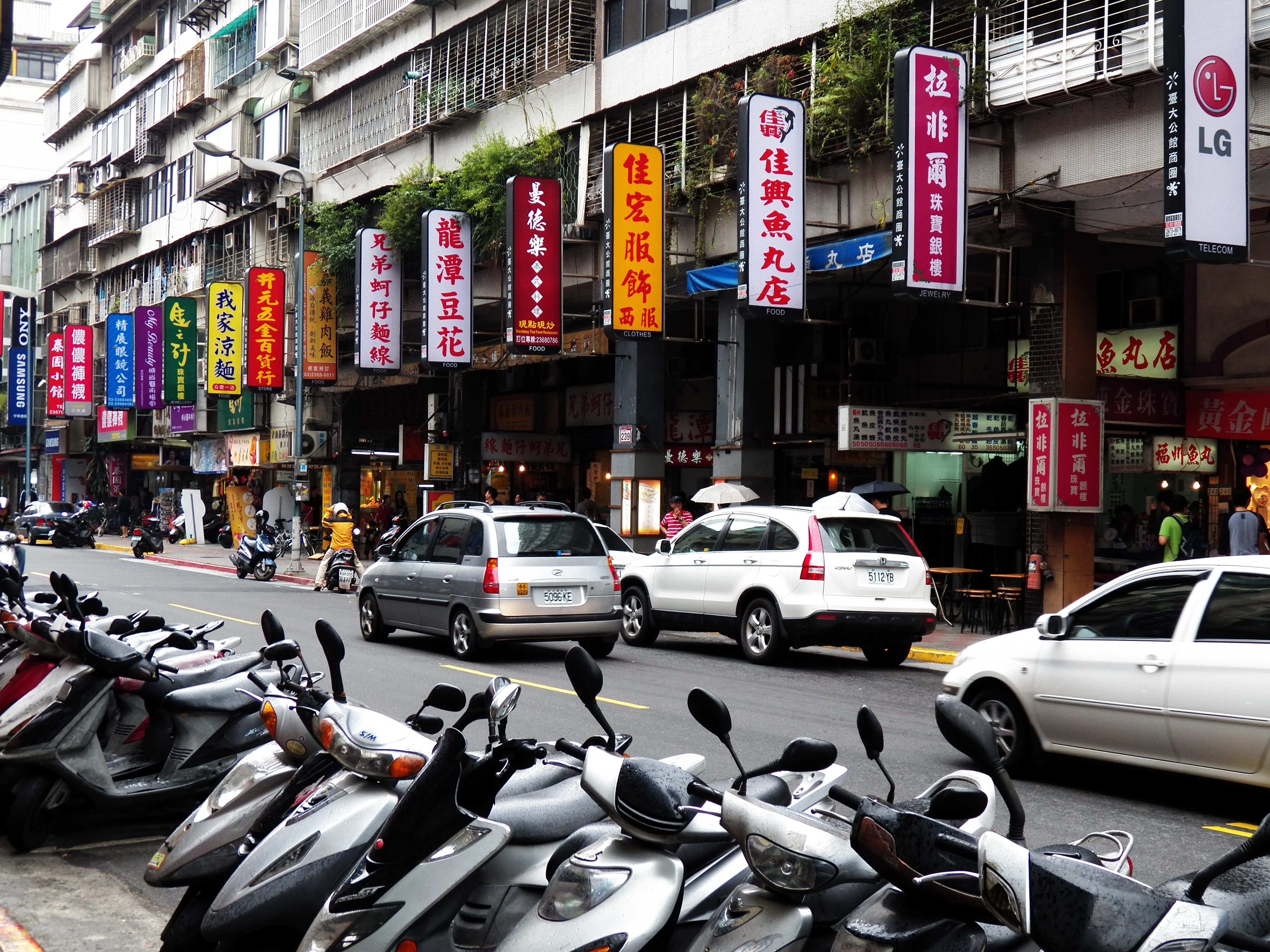
招牌整齊劃一的汀州路部分路段

公館為台灣台北市中正區、大安區、文山區地名（過去屬古亭區、景美區）。本區主要地標有臺北捷運  松山新店線之公館站、臺灣大學、臺灣科技大學、臺灣師範大學公館校區（師大分部）、水源市場、台北自來水園區和台電大樓。區內羅斯福路四段一帶被稱為公館商圈，商業繁盛。所涵蓋的範圍過去和現在不太相同，過往泛指台北市文山區萬年里、萬盛里，日本殖民時期稱公館小字；現在則多半指中正區林興、文盛、水源、富水等四個里，也就是水源地舊址，以及大安區大學里與學府里，即臺灣大學、臺灣科技大學所在地。

## 沿革
清治時期乾隆年間有大批泉州安溪移民入墾拳山，墾戶首領乃於此築公館，為處理漢人與原住民間交易，以及繳交佃租的館舍，「公館」地名即由此而來。最初的位置與今日大不相同，位於今文山區境內（公館圓環以南），景美溪匯入新店溪處東岸至蟾蜍山山麓的區域，該處現在仍有一條道路名曰「公館街」。昔日屬文山堡萬盛庄，台灣日治時期後期改隸文山郡深坑庄萬盛下轄之公館及頂公館（今文山區景美次分區萬年里）。
日治時期私鐵臺北鐵道株式會社興建萬華車站至新店車站的鐵道時，即在臺北市南緣水道町內，鄰近文山郡公館處設有公館車站，造成地名公館向北移動。而西北方不足1公里處的臺北帝國大學（今臺灣大學）附近亦設有水源地車站。戰後臺灣鐵路管理局買收此線，成為臺鐵新店線。

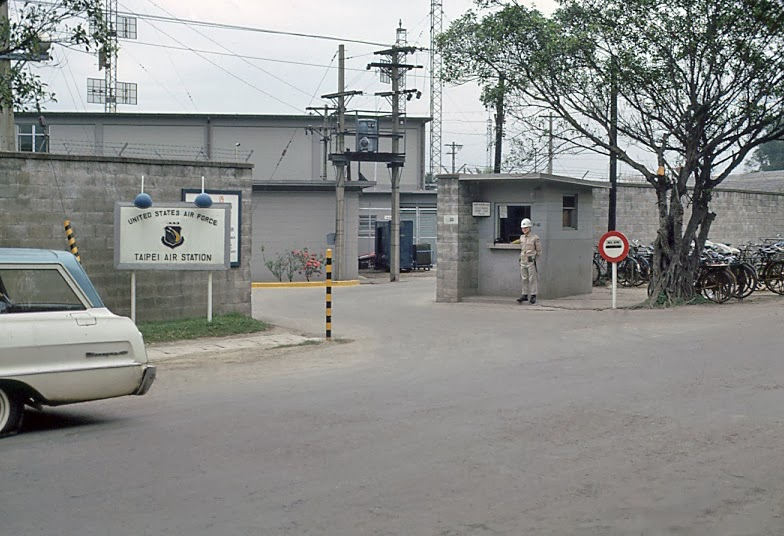
駐台美軍的台北通訊站（Taipei Air Station）大門，攝於1968年

冷戰時期的公館開始有軍事設施進駐，蟾蜍山上設立了中華民國空軍作戰指揮部所在地「福興營區」，台大校園南側也劃為駐台美軍的台北通訊站，當作美國空軍第327航空師等部隊的指揮部。
1965年臺鐵新店線廢止、自來水取水口往新店溪上游的直潭移動，水源地一名逐漸淡出。捷運系統興建時，本預定於在原新店線水源地車站附近設台灣大學站，原公館車站（公館圓環）附近設公館站，後考量兩站過近併為公館一站，公館地名再次北移，而水源地之名亦逐漸與公館混淆。不過今日在捷運公館站旁，仍有「水源市場」、臺大「水源校區」、「思源路」與古蹟「臺北水道水源地」；昔日公館位置則有「公館街」及師大「公館校區」作為歷史的見證。

## 現況
公館地區處於台北市數條幹道－羅斯福路（省道台9線）、新生南路及基隆路的交會處，因此成為台北南區的景美、新店、大坪林等地進入台北的交通要衝，往北通向台北城區、往東北可至信義區、松山區、往西就是中和、永和，因此成為台北公車及捷運一個重要的轉運點，交通地位相當重要。
加上擁有台灣大學學生、台灣科技大學及台灣師範大學公館校區的消費市場，使當地各種商店包括小吃、餐廳、服飾、書店、體育用品等都甚為繁榮發達，在假日或各種不同的節日時，幾乎所有的商家都會把店布置得美輪美奐。
由於本商圈鄰近台灣大學，因而吸引許多特色書店或獨立書店設立在本商圈的巷弄間或大樓的二樓或地下室。

## 外部連結
- （繁體中文）公館線上逛街Q版地圖 （页面存档备份，存于）
- 溫羅汀獨立書店風景-台灣光華雜誌 （页面存档备份，存于）